# Rhodopina integripennis
Rhodopina integripennis là một loài bọ cánh cứng trong họ Cerambycidae.